# Gian Franco Reverberi

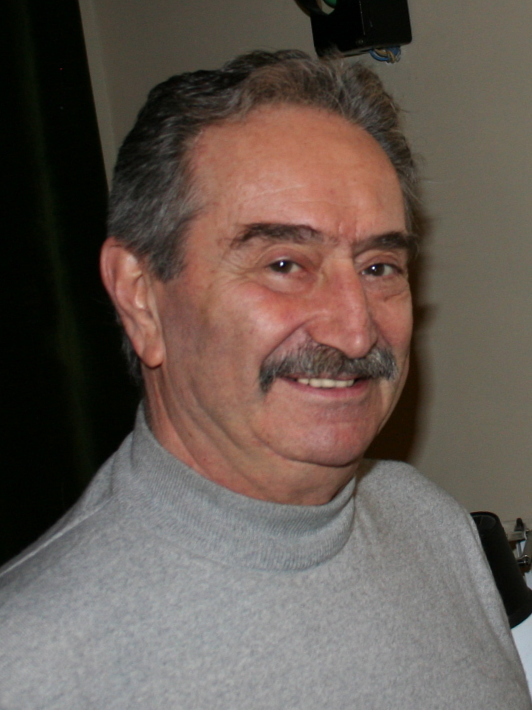
Gian Franco Reverberi (2008)

Gian Franco Reverberi (auch Gianfranco; * 12. November 1934 in Genua; † 8. Januar 2024 ebenda) war ein italienischer Komponist und Musiker.

## Leben
Der Bruder von Gian Piero Reverberi wird zu den Pionieren der Rockmusik in seinem Heimatland gerechnet, trat aber auch durch fünfzehn Filmmusiken und Soul in Erscheinung. 1954 siedelte er nach Mailand über und arbeitete mit Künstlern wie Gino Paoli und Luigi Tenco zusammen. Er erhielt einen Vertrag bei Dischi Ricordi und komponierte für Enzo Jannacci, Fabrizio De André und Giorgio Gaber.
Seine erfolgreichste Autorenbeteiligung Crazy, dessen Grundform im Italowestern Django und die Bande der Gehenkten zu hören ist, avancierte 2006 in einer Coverversion von Gnarls Barkley zum Charthit. Auch mit seinem Bruder gab es zahlreiche Zusammenarbeiten.
Reverberi galt als Förderer des Livorneser Cantautore Piero Ciampi.

## Filmarbeiten (Auswahl)
- 1968: Django und die Bande der Gehenkten (Preparati la bara!)
- 1969: Venus im Pelz (Le malizie di Venere)
- 1972: Der Sizilianer (Torino nera)